# Spätregenmission
Die Spätregenmission (teilweise auch Spätregen-Mission) ist eine christliche Freikirche pfingstlicher Prägung, die in Deutschland als eingetragener Verein organisiert ist. Die Ursprünge und der Schwerpunkt liegen in Südafrika. In Europa gibt es Niederlassungen u. a. in Österreich, der Schweiz und – nach der Insolvenz 2020 als Neugründung – in Deutschland.

## Name
Der Name entstand aus Bibelzitaten aus dem Buch Joel (Joel 2,23-29 ) beziehungsweise Apostelgeschichte (Apg 2,16–18 ). Es gibt eine Erwartungshaltung, dass die Geistesgaben ausgegossen werden wie der Spätregen (vergl. Jak 5,7 ).

## Geschichte
Die Spätregenmission wurde 1927 in Südafrika als Spade Reen Gemeentes van Suid Africa von Mara Fraser (1889–1972) gegründet. Durch die Heiligungsbewegung kam es zu einer großen Offenheit für Charismatische Bewegungen in Deutschland. Nach dem Zweiten Weltkrieg entstanden so innerhalb kurzer Zeit sehr unterschiedliche Gemeinden. In Beihingen bei Nagold beispielsweise entstanden ungefähr zur selben Zeit die charismatische Freie Christengemeinde Haiterbach-Beihingen und ein Gebäude (Glaubenshaus) der Spätregenmission, für das ein A. Braun seine Schweinezucht aufgab. 1957 wurde der deutsche Ableger der Spätregenmission offiziell in Beilstein (Württemberg) gegründet. Am 9. Oktober wurde im Westen der Stadt von einer anderen christlichen Gruppierung ein 23,45 Ar großes Gelände mit Einfamilienhaus, Gebetssaal (8 × 18 m) und Rohbau eines zweistöckigen, als Freizeitheim geplanten Gebäudes erworben. Weitere Glaubenshäuser entstanden in Porta Westfalica und Thomasburg bei Lüneburg.

## Gemeindeleben
Glaubenshäuser dienen als Gemeinderäume und der Lebensgemeinschaft und sollen auch der Selbstversorgung der Gemeinden und der Unterstützung der Zentrale dienen. Wer hier lebt, widmet sich hauptberuflich den Zielen der Gemeinschaft und arbeitet unentgeltlich für diese. Die Gemeindeglieder kommen jedoch aus dem weiteren Umkreis.
Die Bibel wird als irrtumslose Autorität in allen Lebens- und Moralfragen verstanden. Es wird die Erwachsenentaufe praktiziert und in den Gottesdiensten werden in rituell geordneter Form auch ekstatische Verhaltens- und Erlebniswelten praktiziert. Unter anderem findet ausgiebig eine persönliche „Stille Zeit“ statt und der Lobpreis wird durch ritualisierten Tanz begleitet. Dies erinnert daher entfernt an die Religion der Shaker.
Es gab lange eine Kleiderordnung. Die Männer trugen braune Anzüge, während die Frauen in grauen, blauen oder – an Sonn- und Feiertagen – weißen Kleidern und mit Hüten erschienen.
Das deutsche und europäische Zentrum befand sich in Beilstein. Hier besaß der eingetragene Verein rund 2,7 Hektar im Gewann Raumaier mit einer kleinen Siedlung aus elf Gebäuden inklusive Kirche mit fast 1.000 Plätzen, Wirtschaftsgebäude mit Zentralküche und Speisesaal, Werkstätten, Laden, Landwirtschaft und Gärtnerei. Im Glaubenshaus Libanon arbeiteten im Jahr 1983 200 Personen, im Jahr 2013 120 Personen, zwei Jahre später (2015) waren es je nach Quelle 100 bzw. 200 Personen.
Offizielle ökumenische Beziehungen existierten nicht; zwischen Mitgliedern der Gemeinschaft und denen anderer Kirchen bestehen jedoch persönliche Kontakte.

## Spätregenmission in Österreich und der Schweiz
In Österreich besteht das Glaubenshaus Bethel in Pfarrwerfen, in der Schweiz das Glaubenshaus Silo in Densbüren.

## Vorübergehendes Ende in Deutschland
Ab 2009 steckte die Gemeinschaft zumindest in Deutschland in einer schweren Krise. Es kam zu Anschuldigungen wegen geistlichen und sexuellen Missbrauchs, die Mission verlor zahlreiche Mitglieder, zeitweise den Status der Gemeinnützigkeit und geriet erstmalig an den Rand der Insolvenz. 2013 wurden schwere Fehler eingeräumt, 2015 kam es zu einer öffentlichen Schulderklärung der Leitung.
2020 musste die Deutsche Spätregen-Mission wegen Nachforderungen der Deutschen Rentenversicherung Insolvenz anmelden. Das Gelände in Beilstein wurde in der Folge Anfang 2020 von der Stadt Beilstein gekauft und wird bzw. wurde vielfach genutzt, u. a. als Notunterkunft für Geflüchtete, Tagungsort des Gemeinderates, Corona-Teststelle und Vereinstreffpunkt.

## Fortbestand/Nachfolgegemeinden in Deutschland
Für Bückeburg, einer Nachbargemeinde von Porta Westfalica, wird im Internetauftritt der Mutterkirche für 2021, 2023 und 2025 eine Gemeinde aufgeführt.
Mit Eintragung vom 24. November 2020 wurde ein vom Namen her verwandter Verein (Latter Rain Mission Germany e.V.) mit Sitz in Haiterbach (am Ort des ehemaligen Altersheimes) gegründet, der mit je einer Gemeinde ebendort und in Untermünkheim – unter gleicher Leitung – 2023 und 2025 bei den internationalen Gemeinden aufgelistet ist. Außerdem ist 2025 eine weitere Gemeinde in Thomasburg aufgelistet, so dass nun in unmittelbarer Nähe fast aller früheren Glaubenshäuser wieder eine Gemeinde besteht – lediglich die Entfernung zwischen Beilstein und Untermünkheim ist etwas größer.